# Mary Fields

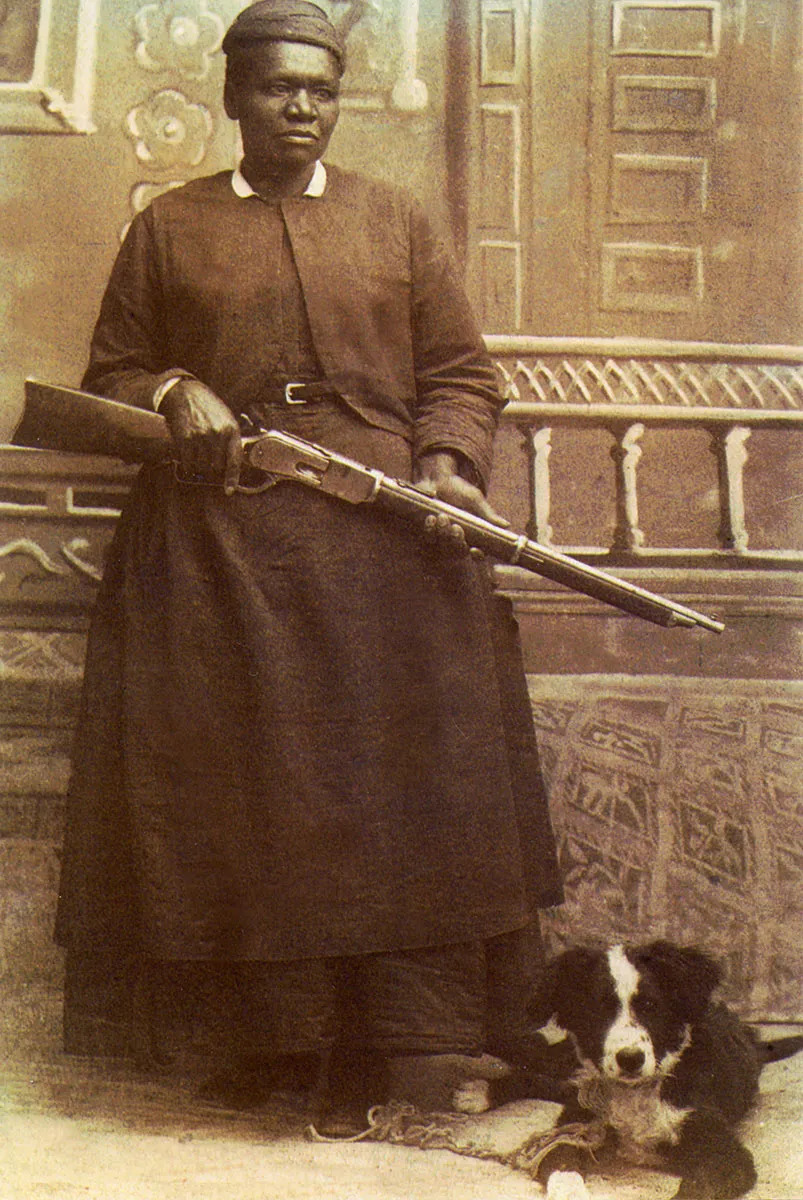
Mary Fields um 1895

Mary Fields auch bekannt als Stagecoach Mary oder Black Mary (* 15. März 1832 in Hickman County (Tennessee); † 5. Dezember 1914 in Great Falls (Montana)) war die erste afroamerikanische weibliche Star-Route-Postkutschen-Zustellerin in den Vereinigten Staaten. Die ca. 1,82 m große Fields war keine Angestellte des United States Post Office Departments, das keine Postträger für Star-Routes anstellte oder beschäftigte, sondern Star-Route-Verträge an Personen vergab, die die niedrigsten qualifizierten Angebote einreichten und gemäß dem Bewerbungsverfahren des Departments Kautionen und Bürgschaften stellten, um ihre Fähigkeit zur Finanzierung der Route nachzuweisen. Nach Erteilung des Zuschlags konnte der Auftragnehmer die Route selbst fahren, die Route untervermieten oder einen erfahrenen Fahrer einstellen. Einige Personen erhielten mehrere Star-Routen-Verträge und führten den Betrieb als Unternehmen.

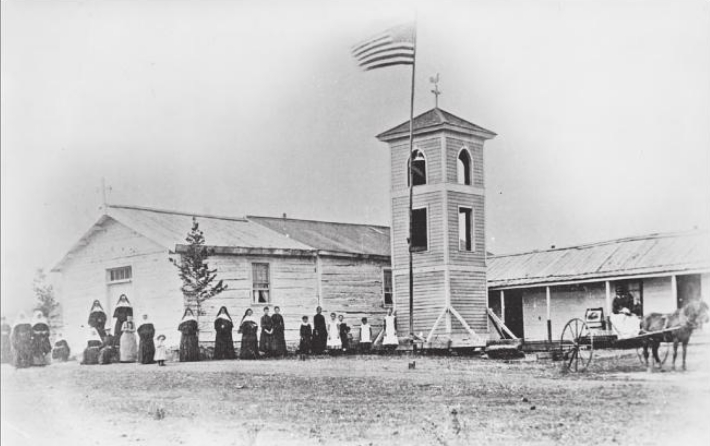
Die St. Peter's Mission im Jahr 1884, nach dem Bau von Quartieren für die Ursulinen-Schwestern. Mary Fields sitzt auf dem Wagen rechts.

Fields hatte 1885 den Star-Route-Vertrag für die Zustellung der US-Post von Cascade im Cascade County in Montana zur Saint Peter's Mission. Sie fuhr die ca. 23 km lange Route für zwei Vierjahresverträge, von 1895 bis 1899 und von 1899 bis 1903.
Die Autorin Miantae Metcalf McConnell stellte dem Historiker des United States Postal Service (USPS) Archives im Jahr 2006 Unterlagen zur Verfügung, die sie bei ihren Recherchen über Mary Fields entdeckt hatte. Dies ermöglichte es dem Archiv, Mary Fields’ Beitrag als erste afroamerikanische weibliche Star-Route-Postbotin in den Vereinigten Staaten zu etablieren.

## Leben
Um 1832 im Hickman County, Tennessee, in die Sklaverei hineingeboren, wurde Fields befreit, als die Sklaverei in den Vereinigten Staaten 1865 verboten wurde. Sie arbeitete dann im Haus des Richters Edmund Francis Dunne (1835–1904). Als Dunnes Frau Josephine 1883 in San Antonio (Florida), starb, brachte Fields die fünf Kinder der Familie zu ihrer Tante, Mutter Mary Amadeus, der Mutter Oberin eines Ursulinen-Klosters in Toledo (Ohio).
1884 wurde Mutter Amadeus in das Montana-Territorium geschickt, um in der St. Peter's Mission, westlich von Cascade, eine Schule für indianische Mädchen zu gründen. Als sie erfuhr, dass Amadeus an einer Lungenentzündung erkrankt war, eilte Fields nach Montana, um sie wieder gesund zu pflegen. Amadeus erholte sich und Fields blieb in St. Peter's, wo sie Fracht transportierte, Wäsche wusch, Gemüse anbaute, Hühner hütete und Gebäude reparierte und schließlich Vorarbeiterin wurde.
Die amerikanischen Ureinwohner nannten Fields White Crow (deutsch Weiße Krähe), weil „sie sich wie eine weiße Frau verhielt, aber schwarze Haut hatte“.
Nach mehreren Beschwerden und einem Zwischenfall mit einem verärgerten männlichen Untergebenen, bei dem es zu einer Schießerei kam, befahl ihr der Bischof 1894, das Kloster zu verlassen. Mutter Amadeus half ihr, ein Restaurant im nahe gelegenen Cascade zu eröffnen. Fields servierte jedem Essen, egal ob er zahlen konnte oder nicht, allerdings musste sie das Restaurant etwa 10 Monate später wegen Konkurses schließen.

## Postdienst
Als sie etwa 60 Jahre alt war, sicherte sich Fields mit Hilfe der nahegelegenen Ursulinen-Nonnen, die sich bei ihrer Mission auf Maria verließen, einen Vertrag für eine Sternfahrt. Damit war sie die erste afroamerikanische Frau, die für den U. S. Postal Service arbeitete.
Sie fuhr die Route mit Pferden und einem Maultier namens Moses. Sie versäumte keinen einzigen Tag und ihre Zuverlässigkeit brachte ihr den Spitznamen Stagecoach (deutsch Postkutsche) ein, der auf ihr bevorzugtes Transportmittel zurückzuführen ist. Wenn der Schnee zu tief für ihre Pferde war, trug Fields die Post auf Schneeschuhen aus und trug die Postsäcke auf ihren Schultern.

## Späteres Leben
Sie war eine angesehene Persönlichkeit in Cascade und die Stadt schloss jedes Jahr die Schulen, um ihren Geburtstag zu feiern. Als Montana ein Gesetz verabschiedete, das Frauen den Zutritt zu Saloons verbot, gewährte ihr der Bürgermeister von Cascade eine Ausnahme. Im Jahr 1903, im Alter von 71 Jahren, zog sich Fields aus dem Dienst als Postbotin zurück. Sie arbeitet weiterhin als Babysitter für viele Kinder in Cascade und betrieb von ihrem Haus aus einen Wäscheservice.
Der aus Montana stammende Schauspieler Gary Cooper, der Mary Fields als Kind bei einem Besuch in Cascade gesehen hat, schrieb 1959 einen Artikel für die Zeitschrift Ebony, in dem er Mary Field wie folgt beschrieb:

„Als Sklavin irgendwo in Tennessee geboren, lebte Mary, um eine der freiesten Seelen zu werden, die jemals einen Atemzug oder eine .38er gezogen haben“

## Tod
Fields starb 1914 im Columbus Hospital in Great Falls, wurde aber außerhalb von Cascade begraben.

## Persönliches
Fields war katholisch, obwohl sie die Gesellschaft (und die Aktivitäten) der einheimischen Männer den Schwestern und ihrem religiösen Benehmen vorzog.

## Kulturelle Rezeption

### Darstellungen in Film und Fernsehen
- In dem Dokumentarfilm South by Northwest, “Homesteaders” (1976) wird Fields von Esther Rolle gespielt.
- In dem Fernsehfilm The Cherokee Kid (1996) wird Fields von Dawnn Lewis gespielt.
- In dem TV-Film Hannah's Law (2012) wird sie von Kimberly Elise gespielt.
- In dem Kurz-Western They Die By Dawn (2013) wird Fields von Erykah Badu gespielt.
- In der AMC-Fernsehserie Hell on Wheels (2011–2016) wird Fields von Amber Chardae Robinson gespielt, die in fünf Episoden der fünften Staffel zu sehen war.
- Im Spielfilm The Harder They Fall (2021) übernahm Zazie Beetz die Rolle von Mary Fields.

### Literarische Darstellungen
- “Stagecoach” Mary Fields, ein Drehbuch von Georgianne Landy-Kordis.[16]
- Eine Biografie für Kinder, Fearless Mary: The True Adventures of Mary Fields, American Stagecooach Driver von Tami Charles.[17]

### Musik
- Fields ist das Thema von Michael Hearsts Song Stagecoach Mary, als Teil seines Projekts Extraordinary People von 2015.[18]

### Asteroid Maryfields
- Der Asteroid (7091) Maryfields, der 1992 von Kenneth Lawrence und Eleanor Helin am Palomar-Observatorium entdeckt wurde, wurde zu ihren Ehren benannt.[19] Die offizielle Namensnennung wurde vom Minor Planet Center (MPC) am 8. November 2019 veröffentlicht (M.P.C. 118218).[20]